# Họ Hoàng đàn
Họ Hoàng đàn hay họ Bách (danh pháp khoa học: Cupressaceae) là một họ thực vật hạt trần phân bổ rộng khắp thế giới. Họ này bao gồm khoảng 27-30 chi (trong đó 17 chi chỉ có một loài) với khoảng 130-140 loài. 

## Đặc điểm
Chúng là các loài cây thân gỗ hay cây bụi, có cơ quan sinh dục hoặc là đơn tính cùng gốc (monoecious), hoặc là đơn tính cận khác gốc (subdioecious), đôi khi là đơn tính khác gốc (dioecious), cao từ 1–116 m (3–379 ft). Vỏ cây của các cây trưởng thành nói chung có màu từ nâu da cam tới nâu đỏ với kết cấu có thớ, thường bong ra hay dễ lột theo chiều dọc, nhưng lại trơn, xếp vảy hoặc cứng và dễ vỡ thành miếng hình vuông ở một số loài.

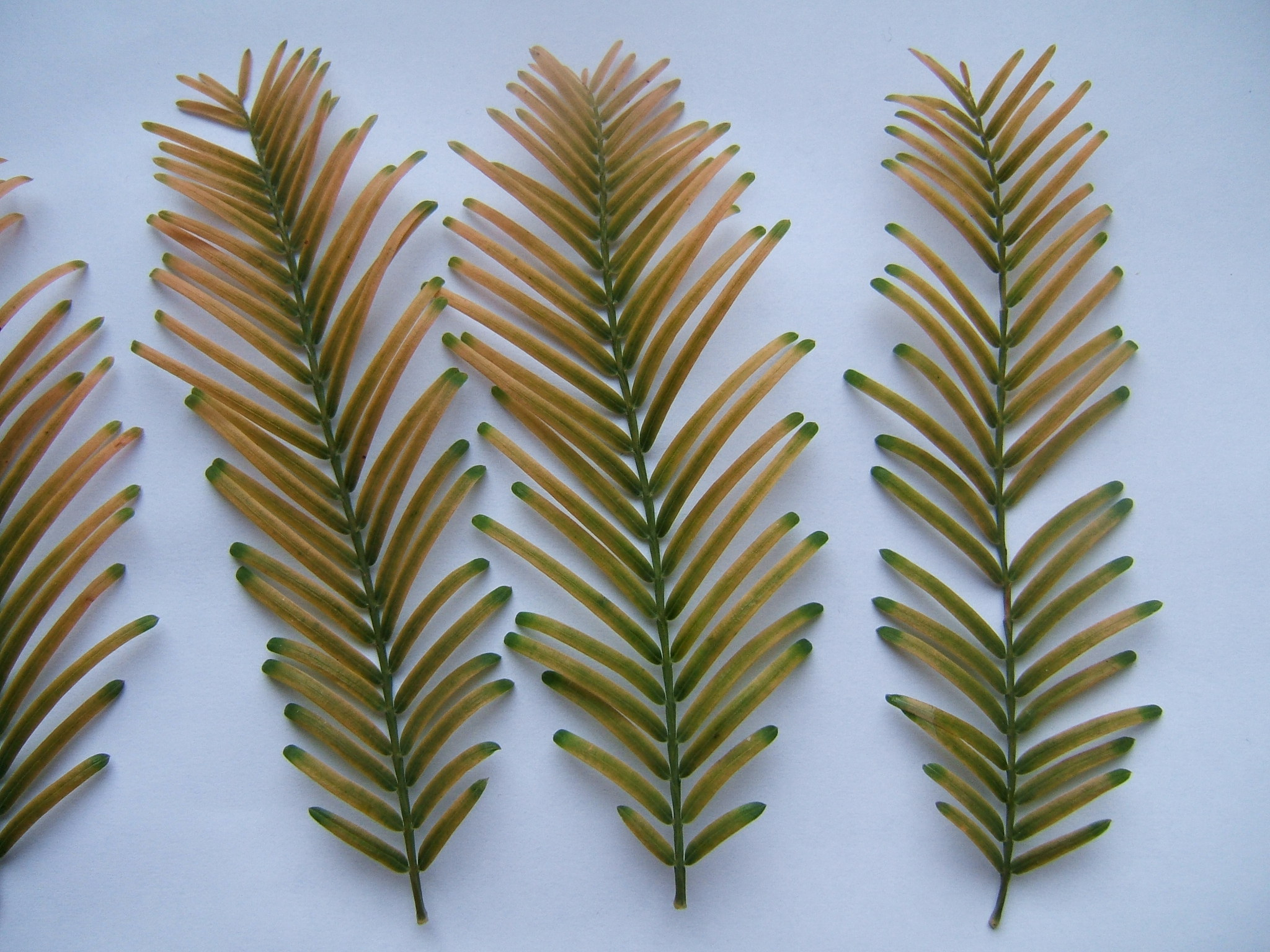
Một cành lá rụng hàng năm của một loài thủy sam (chi Metasequoia)

Lá của chúng hoặc là mọc thành vòng xoắn ốc, theo các cặp chéo chữ thập (các cặp đối, mỗi cặp cách cặp trước 90°) hoặc thành vòng xoắn chữ thập gồm 3 hay 4 lá, phụ thuộc vào từng chi. Trên các cây non các lá có hình kim, trở thành các lá giống như vảy nhỏ trên các cây trưởng thành của nhiều chi (nhưng không phải tất cả); một số chi và loài duy trì các lá hình kim trong suốt cuộc đời chúng. Các lá già phần lớn không rụng riêng lẻ, mà thường rụng dưới dạng các cành lá nhỏ (cladoptosis); các ngoại lệ là các lá trên các cành non đã phát triển thành cành lớn, chúng cuối cùng rụng một cách riêng rẽ khi vỏ cây bắt đầu bong ra. Phần lớn là cây thường xanh với các lá tồn tại từ 2-10 năm, nhưng có 3 chi (Glyptostrobus, Metasequoia, Taxodium) là các loài cây sớm rụng lá hoặc bao gồm các loài có lá sớm rụng.
Quả nón của chúng hoặc là dạng gỗ, dai như da, hoặc (chi Juniperus) là dạng giống như quả mọng và nhiều thịt, với một hoặc nhiều noãn trên một vảy. Các lá bắc (vảy bắc) và lá noãn (vảy noãn) hợp nhất cùng nhau, ngoại trừ ở phần đỉnh, tại đó các lá bắc thường được nhìn thấy như là một gai ngắn (mấu lồi) trên lá noãn. Giống như cách sắp xếp của bộ lá, các vảy của nón hoặc là sắp xếp thành vòng xoắn ốc chữ thập (đối) hoặc thành vòng xoắn, phụ thuộc vào từng chi. Các hạt phần lớn là nhỏ và hơi dẹp, với hai cánh hẹp, mỗi bên hạt có một cánh; ít khi (chẳng hạn chi Actinostrobus) có tiết diện tam giác với ba cánh; ở một số chi (như Glyptostrobus, Libocedrus) thì một cánh lớn hơn đáng kể so với cánh kia, và ở một số chi (như Juniperus, Microbiota, Platycladus, Taxodium) thì hạt lớn hơn và không có cánh. Các cây giống non thường có 2 lá mầm, nhưng ở một vài loài có thể có tới 6 lá mầm. Các nón chứa phấn là đồng nhất hơn về cáu trúc ở cả họ, chúng dài khoảng 1–20 mm, với các vảy cũng sắp xếp theo các kiểu tương tự như ở các nón cái và phụ thuộc theo từng chi; chúng hoặc là mọc đơn lẻ ở đỉnh cành (phần lớn các chi) hay ở nách lá (chi Cryptomeria), hoặc mọc thành cụm (chi Cunninghamia và loài Juniperus drupacea), hoặc là trên các cành non riêng biệt, dài giống như các chùy rủ xuống (các chi Metasequoia, Taxodium).

## Phân bổ
Họ Cupressaceae là họ phân bổ rộng khắp nhất trong các họ thực vật hạt trần thuộc ngành Thông, với sự phân bổ gần như toàn cầu ở mọi lục địa, ngoại trừ châu Nam Cực, kéo dài từ vĩ độ 71° bắc ở khu vực cận Bắc cực của Na Uy (cây bách xù thông thường Juniperus communis) tới vĩ độ 55° nam ở khu vực xa nhất về phía nam của Chile (Pilgerodendron uviferum), trong khi Juniperus indica có thể sinh trưởng tốt ở cao độ 5.200 m tại khu vực Tây Tạng, là cao độ lớn nhất mà người ta thông báo là có bất kỳ loài cây có thân gỗ nào có thể sinh sống. Phần lớn các môi trường sinh sống trên mặt đất đều có thể có chúng, ngoại trừ các lãnh nguyên (tundra) và các rừng mưa nhiệt đới vùng đất thấp (mặc dù một vài loài là các thành phần quan trọng của các rừng mưa ôn đới và các rừng mây nhiệt đới vùng núi); chúng cũng rất hiếm xuất hiện trong các sa mạc, với chỉ một ít loài có thể chịu đựng được các điều kiện khô hạn khắc nghiệt, đáng chú ý là Cupressus dupreziana ở trung tâm khu vực Sahara. Mặc dù có sự phân bổ rộng khắp chung của toàn họ, nhưng nhiều chi hay loài chỉ có sự phân bổ rất hạn chế, và nhiều loài hiện đang ở tình trạng nguy cấp.

## Các chi
- Actinostrobus - bách Australia
- Athrotaxis - bách Tasmania
- Austrocedrus
- Callitris - bách New Caledonia
- Callitropsis - bách vàng * (Cupressus)
- Calocedrus - bách xanh
- Chamaecyparis - biển bách
- Cryptomeria - liễu sam
- Cunninghamia - sa mộc
- Cupressus - hoàng đàn, tùng mốc, bách
- Diselma
- Fitzroya - tùng Fitzroya
- Fokienia - pơ mu
- Glyptostrobus - thủy tùng
- Juniperus - bách xù, bách cối, tùng tháp, tùng xà
- Libocedrus
- Metasequoia - thủy sam
- Microbiota
- Neocallitropsis
- Papuacedrus * (Libocedrus)
- Pilgerodendron * (Libocedrus)
- Platycladus - trắc bách, trác bá
- Sequoia - củ tùng
- Sequoiadendron - cự sam
- Taiwania - bách tán Đài Loan
- Taxodium - bụt mọc
- Tetraclinis
- Thuja - nhai bách
- Thujopsis - bách La Hán
- Widdringtonia

Ghi chú:* - không được mọi tác giả chấp nhận như là chi riêng biệt, được họ đưa vào trong chi nằm trong ngoặc.

## Phân loại

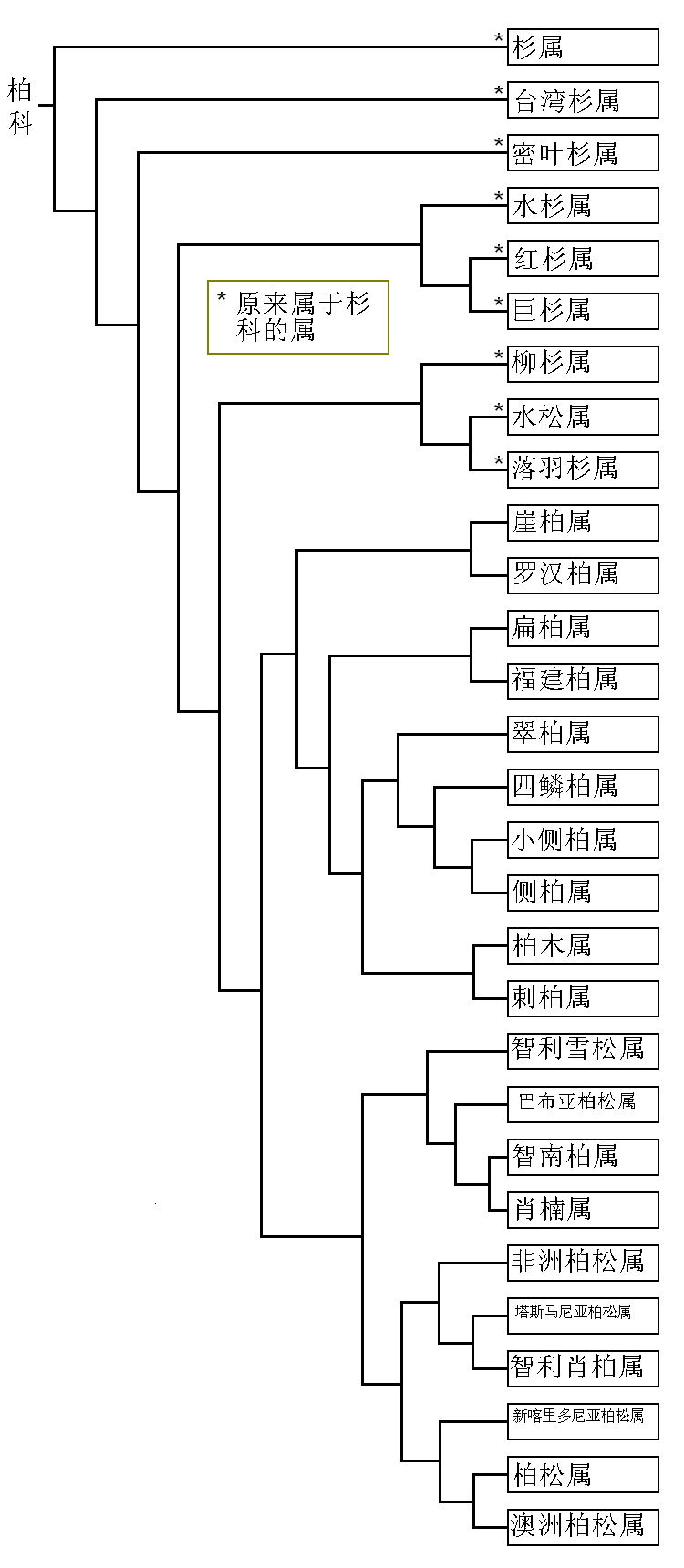
Phát sinh loài của họ Cupressaceae

Họ Cupressaceae hiện nay được công nhận một cách rộng rãi như là một họ bao gồm cả họ Bụt mọc (Taxodiaceae), mà trước đây được coi như là một họ riêng biệt, nhưng hiện nay các nghiên cứu cho thấy chúng không khác biệt với họ Cupressaceae ở bất kỳ điểm đặc trưng đáng kể nào. Ngoại lệ duy nhất trong họ Taxodiaceae cũ là chi Sciadopitys, về mặt di truyền học là khác biệt với phần còn lại của họ Cupressaceae, và hiện nay nó được coi là một họ riêng chứa chính nó là họ Sciadopityaceae.
Họ Cupressaceae được phân chia thành 7 phân họ, dựa trên các phân tích bộ gen và hình thái (Gadek và những người khác. 2000, Farjon 2005):
- Phân họ Athrotaxidoideae, L.C.Li:
  - Athrotaxis
- Phân họ Callitroideae, Saxton:
  - Actinostrobus
  - Austrocedrus
  - Callitris
  - Diselma
  - Fitzroya
  - Libocedrus
  - Neocallitropsis
  - Papuacedrus
  - Pilgerodendron
  - Widdringtonia
- Phân họ Cunninghamioideae (Zucc. cũ Endl.), Quinn:
  - Cunninghamia
- Phân họ Cupressoideae, Rich. cũ Sweet:
  - Callitropsis
  - Calocedrus
  - Chamaecyparis
  - Cupressus
  - Fokienia
  - Juniperus
  - Microbiota
  - Platycladus
  - Tetraclinis
  - Thuja
  - Thujopsis
- Phân họ Sequoioideae, Saxton:
  - Metasequoia
  - Sequoia
  - Sequoiadendron
- Phân họ Taiwanioideae, L.C.Li:
  - Taiwania
- Phân họ Taxodioideae, Endl. cũ K.Koch:
  - Cryptomeria
  - Glyptostrobus
  - Taxodium

## Các kỷ lục
Họ này còn đáng chú ý vì bao gồm một số cá thể giữ các kỷ lục lớn nhất, cao nhất và to nhất trên thế giới, cũng như có cây sống lâu hàng thứ hai trên thế giới:
- To nhất - một cây cự sam của chi Sequoiadendron, 1.486,9 m³ thể tích thân cây.
- Cao nhất - một cây củ tùng của chi Sequoia, cao 115,55 m.
- Lớn nhất - một cây bụt mọc loài Taxodium mucronatum (bách Montezuma hay Ahuehuete), đường kính 11,42 m.
- Già thứ hai - một cây tùng Fitzroya ước tính đã 3.622 năm tuổi, chỉ thua một cây thông nón lông cứng Đại Thung lũng (Pinus longaeva) tại Utah, Nevada, Hoa Kỳ có tên hiệu là Methuselah đã khoảng 4.700 năm tuổi.

## Sử dụng

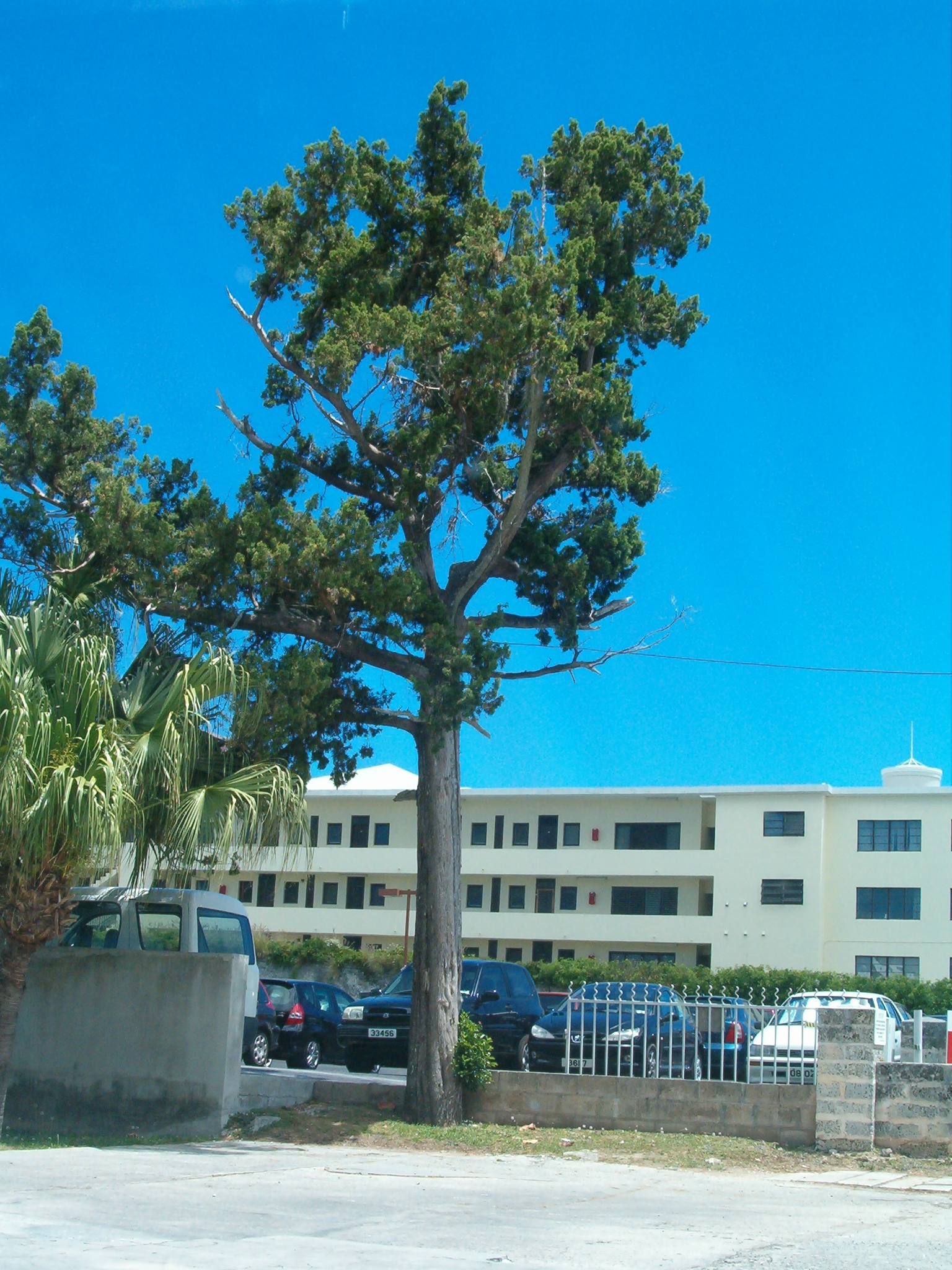
Juniperus bermudiana là loài cây cơ bản trong ngành đóng tàu thuyền của Bermuda, và được dùng trong xây dựng nhà cửa, làm đồ gỗ. Nó cũng tạo ra môi trường sống tốt cho các loài đặc hữu và bản địa khác, cũng như là nơi tránh nắng và gió cho người dân Bermuda.

Nhiều loài là các nguồn sản xuất gỗ quan trọng, đặc biệt là các loài trong các chi Calocedrus, Chamaecyparis, Cryptomeria, Cunninghamia, Cupressus, Sequoia, Taxodium và Thuja. Các chi này cùng một số chi khác cũng là các loại cây quan trọng trong nghề làm vườn. Các loài bách xù thuộc về các loại cây bụi thường xanh, cây che phủ mặt đất và cây thân gỗ thường xanh nhỏ quan trọng nhất, với hàng trăm giống đã được lựa chọn, bao gồm các loại cây với tán lá màu lam, xám hay vàng. Các chi Chamaecyparis và Thuja cũng cung cấp hàng trăm các giống lùn cũng như cây gỗ, bao gồm biển bách Lawson (Chamaecyparis lawsoniana) và một giống lai nổi tiếng là bách Leyland (Cupressus × leylandii). Loài củ tùng duy nhất còn tồn tại (Metasequoia glyptostroboides) được trồng rộng rãi như là một dạng cây cảnh do các phẩm chất tuyệt vời của nó trong lĩnh vực làm vườn như phát triển nhanh và có địa vị như là hóa thạch sống. Cự sam (Sequoiadendron giganteum) là một loại cây cảnh thông dụng và đôi khi được trồng để lấy gỗ. Cự sam, bách Leyland và bách Arizona cũng được trồng trong một quy mô nhỏ như là một dạng cây thông Nô-en, bên cạnh các loài linh sam, vân sam hay thông. 
Liễu sam (Cryptomeria japonica) là quốc thụ của Nhật Bản còn bụt mọc Mexico (trong ngôn ngữ bản địa gọi là ahuehuete) (Taxodium mucronatum) là quốc thụ của México. Củ tùng và cự sam cùng nhau được coi là các cây biểu trưng của bang California và các nơi có chúng là các điểm thu hút du khách của bang này. Các công viên củ tùng quốc gia và bang (Redwood National and State Park-RNSP) và hàng loạt các công viên khác như Đài kỷ niệm quốc gia cự sam (Giant Sequoia National Monument-GSNM) bảo vệ gần như một nửa các cây củ tùng và cự sam còn sót lại. Bụt mọc (Taxodium distichum) là cây tượng trưng của bang Louisiana. Các cây bụt mọc thông thường được trang trí bằng rêu Tây Ban Nha (Tillandsia usneoides), mọc ở các đầm lầy miền nam bang này cũng là các điểm thu hút du khách khác. Chúng có thể thấy tại Khu bảo tồn quốc gia bách lớn (Big Cypress National Preserve-BCNP) ở Florida. Các chồi rễ xiên ngang của bụt mọc thường được bán như là các đồ trang sức lặt vặt, được làm thành các loại đèn hay trạm trổ để làm đồ mĩ nghệ. Bách Monterey (Cupressus macrocarpa) là một dạng cây đẹp khác thường hay được du khách chụp ảnh.
Thành phố Baton Rouge (nghĩa là cọc gỗ đỏ) ở bang Louisiana đã được đặt tên theo phần gỗ màu đỏ hồng chống chịu sâu mục của Juniperus virginiana, được thổ dân Bắc Mỹ sử dụng trong khu vực để đánh dấu đường đi. Gỗ lõi của nó có mùi thơm và được dùng trong đóng hòm, tủ đựng quần áo, ngăn kéo và buồng để đồ nhằm xua đuổi nhậy. Nó cũng là nguồn sản xuất tinh dầu bách, được dùng trong sản xuất nước hoa và y tế. Gỗ của nó được dùng làm các cột trụ hàng rào hay cốt yên ngựa khá bền chắc. Các quả nón nhiều thịt của Juniperus communis được dùng để tạo hương vị cho rượu gin.
Một loài bách xanh (Calocedrus decurrens) là nguồn gỗ chính sử dụng làm các vỏ gỗ cho bút chì và cũng được dùng để làm các loại tủ ly hay rương, hòm. Thổ dân châu Mỹ và những nhà thám hiểm người Âu đầu tiên đã sử dụng lá của nhai bá (chi Thuja) như một phương thuốc để chữa bệnh sco-bút. Việc chưng cất rễ pơ mu (chi Fokienia) tạo ra tinh dầu được dùng trong y tế và hóa mĩ phẩm.
Phấn của nhiều chi trong họ Cupressaceae là các nguồn dị ứng nguyên, gây ra các vấn đề sốt cỏ khô chính trong các khu vực mà chúng là phổ biến, đáng chú ý nhất là liễu sam tại Nhật Bản.
Một vài chi là các cây chủ kế tiếp của Gymnosporangium, một loại nấm gây bệnh gỉ sét cho các giống táo và các loài cây có quan hệ họ hàng khác trong phân họ Táo (Maloideae).